# Solway Group
Die Solway Investment Group Limited ist ein privater internationaler Bergbau- und Metallkonzern mit Sitz in der Schweiz und seit 2011 Rechtsnachfolgerin des Solway Investment Fund. Die Gruppe ist in Nordmazedonien, der Ukraine, Indonesien und Guatemala tätig.
Dem Unternehmen wurden verschiedene Verfehlungen vorgeworfen, darunter auch Umweltverbrechen bei seiner Geschäftstätigkeit in Guatemala. Die veröffentlichten Informationen resultierten aus einem Hackerangriff auf Solway-Tochtergesellschaften. Diese argumentierten, dass die in den Medien präsentierten Anschuldigungen falsch und aus dem Zusammenhang gerissen seien.
Es wurde erwähnt, dass das Unternehmen an verdächtigen Banktransaktionen beteiligt war. Im Jahr 2020 wurden weder Solway noch eines der genannten Unternehmen in den Abschlussbericht einer entsprechenden unabhängigen Untersuchung von Clifford Chance aufgenommen.

## Geschäftsfelder
Solway ist ein familiengeführter Bergbau- und Metallkonzern mit Hauptsitz in der Schweiz. Das Unternehmen wurde von Aleksandr Bronstein gegründet, einem estnischen Staatsbürger, der 1954 in der UdSSR geboren wurde. Aleksandr Bronstein zog sich 2020 von allen Positionen in Solway zurück und hielt keine Anteile mehr am Unternehmen. Die derzeitigen Eigentümer von Solway sind seine Söhne Dan und Christian Bronstein, beide sind deutsche Staatsbürger.
Das Unternehmen wurde ursprünglich 2011 in Zypern gegründet und zog 2015 in die Schweiz, ein bekanntes Zentrum der Bergbau- und Rohstoffindustrie.
Die Gruppe betreibt Minen und Schmelzanlagen in Guatemala, der Ukraine, Nordmazedonien, Argentinien und Indonesien mit Schwerpunkt auf der Nickelproduktion. Das Unternehmen ist seit 2003 im Nickelgeschäft tätig, als Solway einen notleidenden Vermögenswert in der Ukraine erwarb, in den Wiederaufbau investierte und mit der Produktion von Ferronickel begann. Diese Anlage ist heute als „Pobuzhsky Ferronickel Plant“ („PFP“) bekannt und blieb trotz des Krieges bis Oktober 2022 in Betrieb. Am 22. Oktober 2022 wurde das Umspannwerk durch einen Raketenangriff der russischen Armee zerstört und dementsprechend wurde die Stromversorgung des PFP vollständig unterbrochen. Obwohl die Produktion vollständig eingestellt wurde, unterstützt die Gruppe weiterhin finanziell die Anwohner und die soziale Infrastruktur der Stadt Pobuzhsky.
Bevor der Solway Fund im Jahr 2002 gegründet wurde, führten die Aktionäre mehrere Transaktionen durch, die der Gründungsgeschichte des Unternehmens vorausgingen.
- Aluminium: Mitte der 90er Jahre erwarben sie Mehrheitsanteile an mehreren Aluminiumwerken, dem Aluminiumwerk Wolgograd, dem Aluminiumwerk Wolchow und dem Aluminiumwerk Pikalevo. Diese wurden 2006 an SUAL verkauft, heute Teil von Rusal.
- Ferrolegierung: 1996 wurde eine Mehrheitsbeteiligung am Ferrolegierungswerk Kluchevskoy in der Uralregion erworben. Das Werk produzierte eine breite Palette von Ferrolegierungen und Seltenerdlegierungen. Solways Beteiligung wurde 2003 an eine Managergruppe verkauft. Es ist jetzt Teil der MidUral Group.
- Stahl: Das Stahlwerk „Roter Oktober“ in Wolgograd wurde 1999 von insolventen Gläubigern übernommen. Das Werk wurde wieder in Betrieb genommen und die volle Produktion wiederhergestellt. Es wurde 2003 an die Midland Group verkauft. Heute ist es Teil von Rosoboronexport, einem staatlichen Unternehmen.

## Wichtige Meilensteine der Solway Group
- Im Jahr 2003 erfolgte die erste Akquisition: das Pobuzhskiy Ferronickel Plant (PFP) in der Ukraine. Die Anlage wurde 1964 in der Sowjetunion errichtet. Als Solway es erwarb, war es drei Jahre lang stillgelegt worden. Im Jahr 2014 kam es zu einem Versuch einer feindlichen Übernahme von PFP. Solway wurde Gegenstand der Untersuchung durch den ukrainischen Geheimdienst. Das Ergebnis zeigte, dass keinerlei Verbindungen zur russischen Regierung oder zu russischen PEPs bestanden. Der Übernahmeversuch bleibt erfolglos.
- Im selben Jahr 2003 erfolgte die Übernahme von Metachim (Chemiefabrik in Russland). Im Jahr 2011 wird Metachim zum Ziel einer feindlichen Übernahme durch die Phosagro-Gruppe (unterstützt vom Vize-Wirtschaftsminister Russlands). Solway war gezwungen, Metachim für einen Bruchteil seines Wertes zu verkaufen.
- Im Jahr 2004 erwarb Solway Bucim (eine Kupfermine und Raffinerie in Nordmazedonien).
- Im Jahr 2005 erwarb Solway SASA (Zink- und Bleimine und Raffinerie in Nordmazedonien). Der Vermögenswert wurde als zahlungsunfähig erworben (während eines Insolvenzverfahrens). Das SASA-Projekt wurde 2015 verkauft und zu diesem Zeitpunkt betrugen die Investitionen in SASA 10,9 Mio. EURO.
- Im Jahr 2006: Erwerb der Explorationslizenz auf den Kurilen, Russland. Die Exploration führte zum Bau der KurilGeo-Goldmine. Im Jahr 2014 begann die Goldproduktion in KurilGeo.
- 2007 erwarb Solway seine ersten Lizenzen in Indonesien und 2012 folgten weitere Lizenzen.
- Im Jahr 2011: Erwerb des Fenix-Projekts, eines Nickelprojekts in Guatemala, das von Hudbay Minerals für 170 Millionen US-Dollar gekauft wurde. Der Betrieb befand sich seit 1980 in Pflege- und Wartungsbetrieb. Im Juni 2014 startete die Produktion in Guatemala und erreichte 2019 die geplante Kapazität.
- Im Jahr 2015: Erwerb des San-Jorge-Kupferprojekts in Argentinien von der an der TSX notierten Coro Mining.
- Im Jahr 2019: Erwerb des ZGRK-Projekts. Nach den Goldminenaktivitäten in den 1930er Jahren in der Baikalregion in Russland gab es noch goldhaltige Halden. Daher sah das Projekt die Wiederverwertung der Halden, die Gewinnung des restlichen Goldes und die weitere Rekultivierung vor.
- Im Jahr 2021 verkaufte das Unternehmen das Maba-Nickelprojekt in Indonesien, das den Bau umfangreicher Infrastruktur, einschließlich eines eigenen Kohlekraftwerks, erforderte.
- Im selben Jahr, 2021, investierte das Unternehmen über Pallinghurst, ein Explorationsnickelprojekt (Tamarack) in Minnesota, in Nickelprojekte in den USA, Nevada Copper und Talon Metals Corp.
- Im Jahr 2022, nach Beginn des Krieges in der Ukraine, verurteilte Solway öffentlich die russische Aggression und beschloss, sich aus allen Operationen und Investitionsprojekten in Russland zurückzuziehen. Infolgedessen werden sowohl KurilGeo als auch ZGRK als Paket verkauft (KurilGeo gegen eine geringe Gegenleistung aufgrund des bevorstehenden Endes der Lebensdauer der Mine und ZGRK gegen eine Gegenleistung von weniger als 75 % der gesamten dafür ausgegebenen Investition). Erwerb und Bau des Bergwerks bis zum Ausgang.

## Aktuelle Immobilien und Investitionen
- Das Fenix-Nickelprojekt, das von den Unternehmen CGN und Pronico betrieben wird. Der Betrieb wurde seit 1980 gepflegt und gewartet. Seit 2011 hat Solway fast 620 Millionen US-Dollar in das Fenix-Projekt investiert. Heute besteht das Fenix-Projekt aus einer erstklassigen Nickelmine, einem neu errichteten Kraftwerk und der Metallverarbeitungsanlage ProNiCo. Das Projekt besitzt Abbaurechte für 36,2 Millionen Tonnen Nickelerzreserven mit 1,86 % Nickel sowie Rechte für weitere 70,0 Millionen Tonnen Ressourcen innerhalb seines Lizenzgebiets. Im Jahr 2014 nahm die ProNiCo-Anlage ihren Betrieb auf und ist derzeit dabei, ihre Produktionskapazität von über 20 kt Ni pro Jahr auszuschöpfen.
- Aufgrund der OFAC-Sanktionen gerieten CGN und Pronico in Schwierigkeiten und mussten ihre Aktivitäten einstellen.
- Pobuzhskiy Ferronickel Plant (PFP) in der Ukraine. Die Anlage wurde umgebaut, um sich auf die Produktion eines einzigen Rohstoffs zu konzentrieren: Ferronickel, hergestellt aus Laterit-Nickelerzen, die aus Indonesien und Neukaledonien und später aus Solways Projekt in Guatemala importiert wurden. Seit 2003 hat Solway über 200 Millionen US-Dollar in die Modernisierung von PFP investiert. Die Anlage verfügt derzeit über eine jährliche Produktionskapazität von über 22.000 Tonnen Ni und über 1.100.000 Tonnen trockenem Lateriterz. Das Pobuzhskiy Ferronickel-Werk. ist Mitglied der Kiewer Industrie- und Handelskammer.
- Im November 2022 kündigte die Leitung des Ferronickelwerks Pobuzhsky einen erzwungenen Arbeitsstopp an. Aufgrund russischer Angriffe auf das ukrainische Energiesystem ist das Unternehmen derzeit nicht in der Lage, die Hochöfen wieder in Betrieb zu nehmen.
- DOO Bucim in Nordmazedonien. Seit 2005 hat die Solway Investment Group über 50 Millionen US-Dollar in die Buchim-Mine investiert. Heute ist Bucim ein Tagebau, der erstklassiges Flotationskonzentrat mit Kupfer und Gold produziert, und ein SX/EW-Betrieb, der Kathodenkupfer der LME-Qualität produziert. Buchim verarbeitet jährlich über 4,5 Millionen Tonnen Erz. Jährlich werden über 40.000 Tonnen goldhaltiges Kupferkonzentrat produziert. Im Rahmen des Buchim-Projekts entwickelt Solway die Mine Borov Dol, wodurch die Lebensdauer des Buchim-Betriebs bis mindestens 2028 verlängert wird. Schätzungsweise 56 Millionen US-Dollar an Gesamtinvestitionen werden in das Borov Dol-Projekt fließen.
- Nickelprojekt Aquila, 2005, Indonesien. Aquila Nickel ist ein Nickel- und Kobaltprojekt auf der grünen Wiese, das sich auf den Aufbau eines großen, erstklassigen Nickelproduzenten in Indonesien konzentriert. Die Ressourcenbasis besteht aus drei Lizenzen, einer großen Ni-Co-Lagerstätte von Weltklasse auf der Insel Halmahera. Derzeit wird geschätzt, dass das Projekt über Ressourcen von über 120 Millionen Tonnen trockenem Saproliterz mit einem durchschnittlichen Nickelgehalt von 1,58 % sowie über 80 Millionen Tonnen trockenem Limoniterz mit einem Nickelgehalt von 1,15 % und einem Kobaltgehalt verfügt Note von 0,15 %. Im Jahr 2017 erhielt die Gruppe alle erforderlichen Genehmigungen, um mit der nächsten Phase des Projekts fortzufahren, einschließlich der Hauptbergbaulizenz.
- Kurilgeo, Insel Urup Russland. Solway besaß und betrieb ein Goldabbauprojekt auf der Insel Urup, einer der Kurilen im Fernen Osten Russlands. Im Juni 2022 verkaufte Solway das Projekt an das armenische Unternehmen Far East Gold, nachdem es berichtet hatte, dass es „trotz der begrenzten Investitions- und Betriebsaktivitäten in Russland alle seine Projekte in Russland aufgibt“, als Reaktion auf den russischen Krieg in der Ukraine.
- Investition in Coro Mining Corp. im Kupferprojekt San Jorge in der Provinz Mendoza im Mai 2011. Argentinien. Heute hat die Gruppe 100 % des Eigentums an dem Projekt erworben.
- Im Jahr 2021 Investitionen in das Kupferentwicklungsprojekt in den USA: Nevada Copper Corp. (TSE:NCU) und Talon Metals Corp. in Minnesota über Pallinghurst Resources Ltd.

## Kritik
Dem Unternehmen werden Bestechung, Korruption und Umweltverbrechen vorgeworfen, basierend auf geheimen internen Dokumenten, die an die Journalistenvereinigung Forbidden Stories unter der Leitung des französischen Journalisten und Gründers Laurent Richard geschickt wurden.
Als Reaktion auf die Vorwürfe leitete das Unternehmen im Dezember 2022 eine Untersuchung ein. Erste Ergebnisse wurden im Mai 2023 veröffentlicht.
Die Untersuchung wurde von erfahrenen und angesehenen Ermittlern geleitet, die aus der Regierung der Vereinigten Staaten ausgeschieden sind. Die unabhängig durchgeführte Untersuchung ergab, dass sie nicht in russischem Besitz, unter russischer Kontrolle, mit Russland verbunden oder unter russischem Einfluss steht.
Solway hat hier enge Verbindungen zum in Guatemala ansässigen Unternehmen Pronico, dessen Mine eine Umweltkatastrophe mit hohen Nickelemissionen im größten See Guatemalas verursacht hat.
Eine unabhängige Studie der Universität San Carlos von Guatemala (Usac) kam zu dem Schluss, dass die rote Farbe des Wassers im See ein Produkt der Verschmutzung, aber auch auf organische und chemische Abfälle im Polochic-Fluss, einem der größten in Guatemala, zurückzuführen sei. Die Feststellung wurde vom Umweltministerium unterstützt.
Laut Umweltminister Sydney Samuels gehören zu den Schadstoffen des Sees die umliegenden Gemeinden und die Abwässer des Polochic River, der in den Izabal-See mündet.
Einzellige Algen ernähren sich von Abfällen und untereinander, weshalb sie übermäßig wachsen, sagt der Beamte.
Er wies auch darauf hin, dass es sich um denselben Prozess handelte, der im Amatitlán-See begann, und dass niemand wusste, wie man damit umgehen sollte.
Solway wurde auch vorgeworfen, nachts Filter aus den Schornsteinen entfernt zu haben, was nach Ansicht der Einheimischen die Ursache für den roten Rauch aus den Fabrikschornsteinen war. Solway sagte, dass übermäßige Feinstaubkonzentrationen in Gemeinden mit Staubquellen in Zusammenhang stehen, die nichts mit Pflanzen zu tun haben: Straßenstaub und Müllverbrennung auf Feldern. Der CGN-Manager fügte hinzu, dass eine kontinuierliche Überwachung nicht nur auf Wasser, sondern auch auf Staub und Lärm erfolgt.
Im März 2022 wurde außerdem ein Dokumentarfilm für SVT (schwedisches Fernsehen) gedreht, in dem die durchgesickerten Dokumente den Skandal aufdeckten. Es handelt sich um das Ergebnis einer großen Untersuchung „Mining Secrets“, an der 65 Journalisten aus 15 Ländern teilnahmen, darunter Journalisten aus El País (Spanien), Le Monde (Frankreich) und Prensa Comunitaria (Guatemala), die ebenfalls Beweise für die Spionage von Journalisten sowie die Manipulation und Einschüchterung indigener Führer aufdeckten.

## OFAC-Sanktionen gegen Tochtergesellschaften
Im November 2022 verhängte das Office of Foreign Assets Control (OFAC) des US-Finanzministeriums Sanktionen gegen Compania Guatemalteca de Niquel (CGN) und Compania Procesadora de Niquel (ProNiCo), zwei Tochtergesellschaften der Solway Group.
Laut unabhängigen Ermittlern bezieht sich OFAC in seiner Stellungnahme auf eine falsche Behauptung, Solway sei ein russisches Unternehmen. und obwohl es Verbindungen zwischen Solway, seinem Gründer, und russischen Unternehmen und Einzelpersonen gab, zeigt die Untersuchung, dass es keine Beweise dafür gibt, dass Solway, sein Gründer oder seine Aktionäre in der Vergangenheit oder derzeit von russischen Unternehmen kontrolliert oder beeinflusst wurden und/oder Einzelpersonen in irgendeiner Weise. Bisher wurden keine Beweise für direkte, indirekte, versteckte, wirtschaftliche oder informelle Beteiligungen russischer Privatunternehmen, Regierungsstellen oder Einzelpersonen an Solway, CGN oder Pronico oder einem ihrer Aktionäre oder Führungskräfte oder Anzeichen für eine Kontrolle über Solway, CGN oder Pronico gefunden.
Eine Untersuchung von Newsweek deutete darauf hin, dass die US-Regierung versucht, aus den Sanktionen des Finanzministeriums Kapital zu schlagen, um sich angesichts des intensiven Wettbewerbs mit China um strategische Ressourcen den Zugang zu Solways Bergbauanlagen in Guatemala zu sichern.